# Jouko Salomäki
Jouko Salomäki, född den 26 augusti 1962 i Kauhajoki, Finland, är en finländsk brottare som tog OS-guld i welterviktsbrottning i den grekisk-romerska klassen 1984 i Los Angeles.